# Piotr Paweł Barczyk
Piotr Paweł Barczyk (ur. 4 lipca 1945 w Bytomiu, zm. 6 maja 2019) – polski pedagog, dr hab. nauk humanistycznych.

## Życiorys
Urodził się w rodzinie inteligenckiej. Jego ojciec – również Piotr – był lekarzem i oficerem, matka Adelajda – laborantką fotograficzną, znającą języki obce i świadczącą pomoc językową osobom i instytucjom. Ojca nie znał, gdyż zmarł on jeszcze przed jego narodzeniem. Matka zmarła, gdy miał siedem lat. Dzieciństwo spędził w Bytomiu i Bardzie Śląskim, pod opieką babci. W 1968 ukończył Studium Nauczycielskie we Wrocławiu w zakresie opieki nad dzieckiem z nauczaniem początkowym, w 1971 ukończył Liceum Pedagogicznego w Kłodzku i uzyskał dyplom nauczyciela szkoły podstawowej. Stopień nauczyciela mianowanego uzyskał, pracując w Szkole Podstawowej nr 38 (18) w Bytomiu (1968–1974). Pracował także w Szkole Podstawowej nr 51 w Bytomiu, w Szkole Podstawowej dla Pracujących nr 1 w Bytomiu, a także przez cztery lata był dyrektorem III Liceum Ogólnokształcącego w Bytomiu (1992–1996). W 1974 uzyskał tytuł magistra pedagogiki na Wydziale Nauk Społecznych Uniwersytetu Śląskiego, na tej samej uczelni w 1977 obronił pracę doktorską na podstawie dysertacji Formy wychowania i kształcenia umiejętności zawodowych młodzieży rzemieślniczej na terenie woj. śląskiego w latach 1922–1939 i ich społeczno-pedagogiczne determinanty, napisanej pod kierunkiem doc. dr hab. Wandy Bobrowskiej-Nowak (późniejszej profesor i dziekan Wydziału Pedagogiki i Psychologii UŚ). 24 października 1994 habilitował się na Uniwersytecie Warszawskim na podstawie pracy zatytułowanej Aktywność kulturalno-oświatowa polskich instytucji pozaszkolnych na Górnym Śląsku (1848–1939). 
Był związany z następującymi ośrodkami akademickimi: Uniwersytet Śląski w Katowicach (1974–2004), Kolegium Nauczycielskie w Bytomiu (był jego twórcą i wieloletnim dyrektorem), Wyższa Szkoła Pedagogiczna Towarzystwa Wiedzy Powszechnej w Warszawie oraz Górnośląska Wyższa Szkoła Pedagogiczna im. Kardynała Augusta Hlonda w Mysłowicach, która była jego ostatnim miejscem jego działalności. Ponadto pełnił liczne funkcje w powiązaniu z innymi ośrodkami edukacji oraz nauki, był m.in.: kierownikiem Zespołu Problemowego „Oświata” Działu Upowszechniania Oświaty i Kultury Encyklopedii Górnośląskiej, ekspertem Komisji ds. Awansu Zawodowego Nauczycieli, kierownikiem edytorskim czasopisma „Bytomskie Zeszyty Pedagogiczne”, członkiem Rady Naukowej Wydawnictwa Kolegium Nauczycielskiego w Bytomiu, członkiem Rady Wydawniczej „Bytomskich Zeszytów Pedagogicznych” oraz przewodniczącym Rady Cyklu Pedagogicznego Wydawnictwa „Śląsk” w Katowicach. Współpracował również z rozgłośnią Polskiego Radia w Katowicach, prowadząc cykliczną audycję pt.: „Rozmowy o wychowaniu” (1986).

## Odznaczenia (wybór)
- Srebrny Krzyż Zasługi (1979)
- Srebrna Odznaka za Zasługi dla Uniwersytetu Śląskiego (1986)
- Złoty Krzyż Zasługi (1987)
- Medal Komisji Edukacji Narodowej (1997)
- Złota Odznaka za Zasługi dla Uniwersytetu Śląskiego (2001)

## Kontrowersje
Mimo bardzo bogatego dorobku naukowego osobista kultura profesora Barczyka wywoływała liczne kontrowersje, a jego poniżający stosunek do studentów został nagłośniony przez niektóre media.